# Zofe

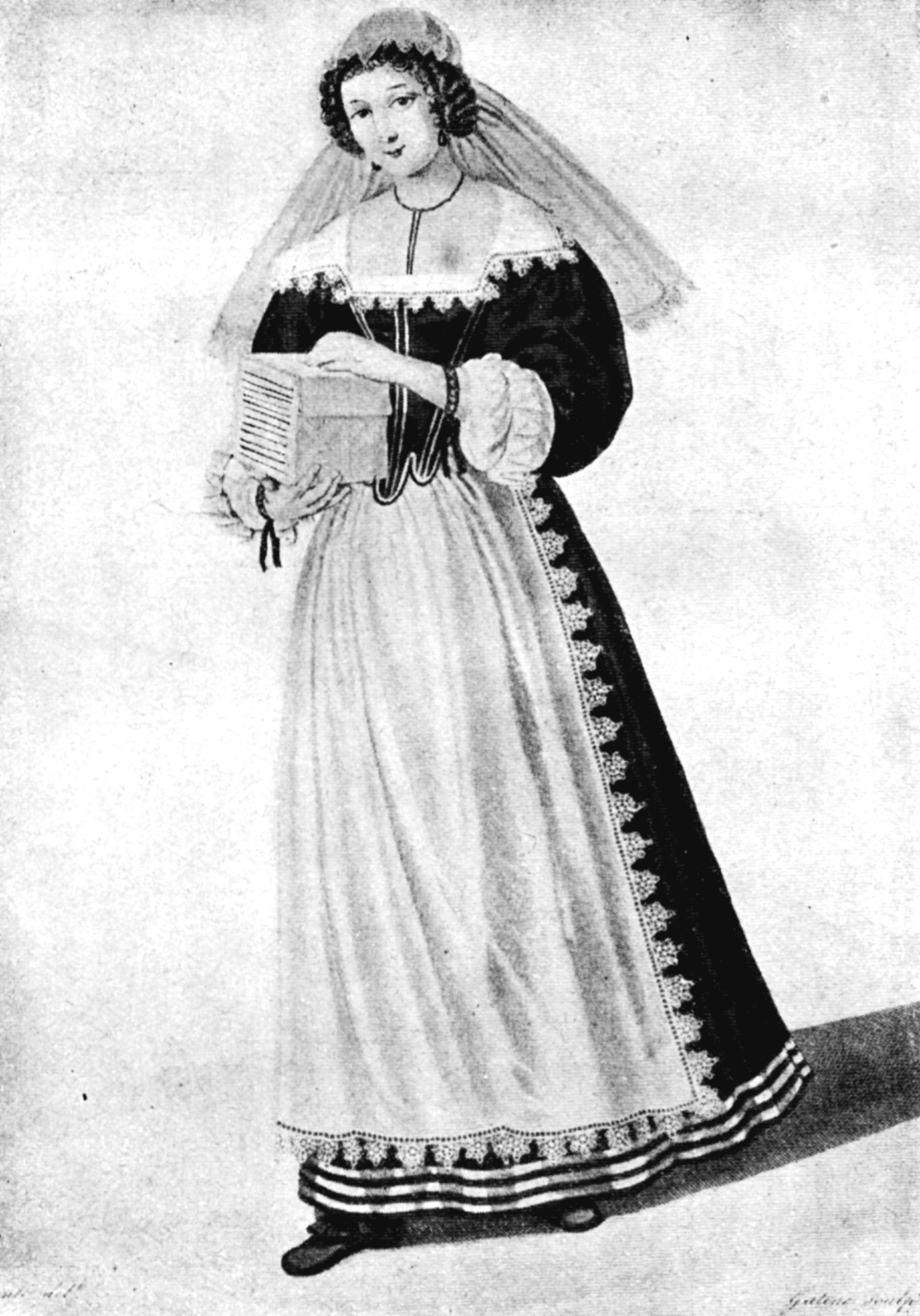
Pariser Zofe an der Wende vom 18. zum 19. Jahrhundert

Als Zofe, Kammerzofe oder Kammerjungfer wird seit dem 17. Jahrhundert eine in den Diensten einer hochgestellten, meist adeligen Herrschaft stehende Dame bezeichnet. Sie diente der Herrin des Hauses in ihren Privatgemächern, beispielsweise beim Ankleiden. An Adelshöfen, wo der Ausdruck Kammerjungfer (frz. fille de chambre) üblich war, stand sie hierarchisch zwischen der Kammerfrau (frz. femme de chambre) und dem Kammermädchen (frz. chambrière). Bürgerliche Haushalte adaptierten das System häufig, wobei die Zofe fallweise mit der Kammerdienerin gleichauf rangierte, manchmal aber auch dieser unterstand.
Die Gestalt der Zofe ist eine beliebte Figur in der Literatur sowie eine populäre Rolle beziehungsweise Partie im Sprechtheater, im Singspiel und in der Oper.

## Etymologie
Das erstmals im 17. Jahrhundert in Sachsen bezeugte Substantiv Zofe oder Zoffe, später auch Zoofe oder Zohfe geschrieben, leitet sich laut DWB und Duden wohl von dem mitteldeutschen, seit dem 16. Jahrhundert gebräuchlichen, heute untergegangenen Verb zoffen (zögern) ab, einer Nebenform des früheren mundartlichen Verbes zaufen (zurücktreten, zurückgehen), die auch in der frühneuhochdeutschen, nur im 16. Jahrhundert belegten Bezeichnung Zoffmagd enthalten ist. Letztere war eine Dienerin oder Aufwärterin, die ihrer Herrin auf dem Fuß folgte. Sie wurde daher auch als Folgemagd bezeichnet und als Nachtreterin glossiert.
Da das Wort Zofe laut Adelung und Campe auch für die Kleiderschleppe gebräuchlich war, und die Zoffmagd zuvor als Zochjungfrau, Zott(el)magd oder, in der elsässischen Mundart, Ketschmagd bezeichnet wurde, was laut DWB auf ein nachlässiges Hinterherschlendern und das Nachschleppen von Kleidern hinweist, wird auch diese Erklärung für die Herkunft nicht ausgeschlossen.
Andere Quellen zitieren das mitteldeutsche Verb zofen, das sich von dem mhd. zâfen (schmücken, pflegen) ableitete.

## Voraussetzungen
Um die Tätigkeit und den Stand einer Zofe zu ergreifen, waren bestimmte Voraussetzungen und eine gewisse Vorbildung nötig. Außer Schönheit, Anmut und Geschmack in Bezug auf Kleidung und Schmuck war ein gewisses Unterhaltungstalent sowie Witz, Verstand und Bildung gefragt. Auch gutes Benehmen, ein würdiges Auftreten und Taktgefühl sowie ein heiteres Wesen, geprägt von Sanftmut, Güte und Bescheidenheit, sollten zu den Tugenden einer Zofe zählen. Daran hat sich im Laufe der Jahrhunderte im Wesentlichen nichts geändert.

## Aufgaben
Die Tätigkeiten und Aufgaben einer Zofe beziehungsweise Kammerzofe unterlagen im Laufe der Jahrhunderte gesellschaftlichen Veränderungen und Moden.
Eine Zofe hatte ihrer Herrin bei der Körperpflege (Morgentoilette) sowie beim Ankleiden zu helfen und diese beim Auswählen und Anlegen von Schmuck und Kleidern zu beraten. Hierzu zählten auch Aufgaben wie die Instandhaltung der Garderobe, Näharbeiten und das Frisieren. Die Bedienung beim Essen sowie das Planen und Organisieren von Feierlichkeiten waren ebenso typische Zofenaufgaben. Oft fungierte die Zofe als Vermittlerin oder Überbringerin von Botschaften und teilweise war ihr auch das Verhandeln mit Händlern und Kaufleuten gestattet. Sie war Gesellschafterin und Begleitung bei Festlichkeiten und auf Reisen. Hierbei wurde Zurückhaltung, angemessene Umgangsformen sowie die Führung einer angenehmen Konversation erwartet.

## Sozialer Status
Die Position einer Zofe war bei den jungen Frauen in allen Epochen sehr gefragt, verband sich doch damit ein gewisser sozialer Status und ein sozialer Aufstieg über die räumliche Nähe zu höheren Klassen. So wurden beispielsweise in der mittelalterlichen Feudalgesellschaft junge adlige Mädchen zur Ausbildung an die königlichen Höfe gegeben. Dort sollten sie zu Edeldamen geformt werden und wenn möglich einen zukünftigen Gemahl finden. In späteren Epochen waren diese Grundideen auch in bürgerlichen Klassen in ihrer jeweils zeitgemäßen Form analog verbreitet.
Die Zofen unterlagen einer strengen Aufsicht, dazu gehörte mitunter, sie vor dem Drängen der Männer zu schützen und sie vor Unüberlegtheiten und Regelbrüchen zu bewahren. Die Arbeitszeit war nahezu unbegrenzt, und die eigenen Rechte den Regeln der jeweiligen Klassengesellschaft entsprechend gering. Demgegenüber wies die Herrschaft ihre Zofe weiter in die geltenden Umgangsformen ein, die jungen Frauen lernten Haushaltsführung und Wirtschaften. Ebenso erhielten sie freie Kost und Logis, eine Vergütung sowie die Chance, sich in einen höheren Stand zu verheiraten beziehungsweise verheiratet zu werden.

## In Literatur, bildender und darstellender Kunst

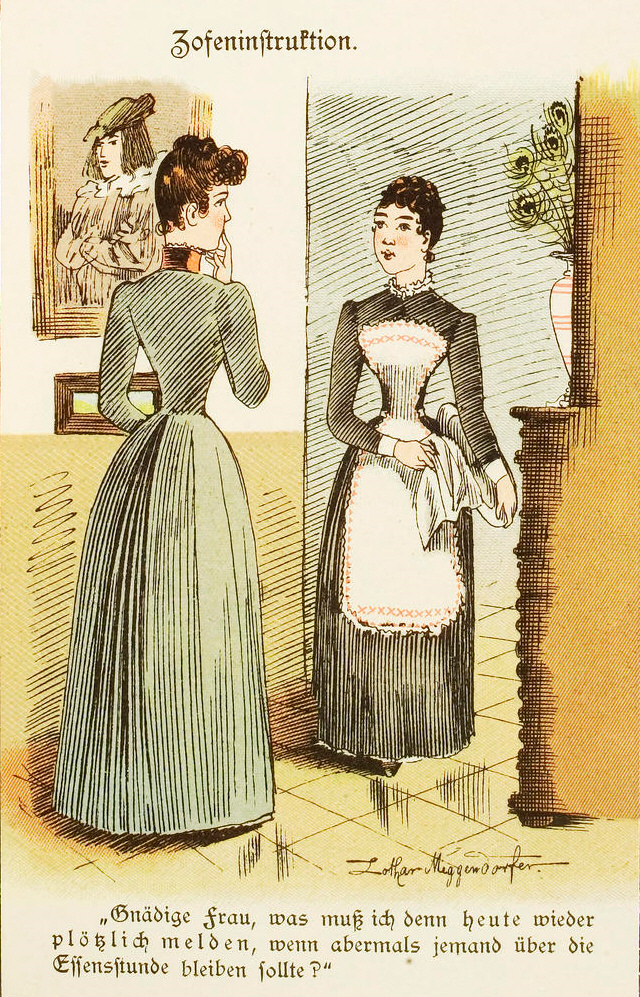
Zofeninstruktion aus Lothar Meggendorfer's lustiger Bildermappe, 2.1890

- Die falsche Zofe oder der bestrafte Betrüger (frz. La fausse suivante ou le fourbe puni) ist eine französische Rokokokomödie in drei Akten von Pierre Carlet de Marivaux aus dem Jahr 1724.
- Erwähnenswert sind die Zofenrollen der Dorine in Molières Tartuffe (1664) und der Franziska in Lessings Minna von Barnhelm (1767 uraufgeführt). Auch Johann Gottlob Benjamin Pfeil verlieh in Lucie Woodvil (1756) der Zofe eine bedeutende Rolle.
- Die rauchende Zofe ist der Titel eines Gemäldes von Wilhelm Amberg aus der zweiten Hälfte des 19. Jahrhunderts.
- Tagebuch einer Kammerzofe (frz. Le journal d'une femme de chambre) ist der Titel eines im Jahr 1900 erschienenen Romans von Octave Mirbeau und seiner beiden sehr freien Verfilmungen, die Jean Renoir mit Paulette Goddard im Jahr 1946 und Luis Buñuel mit Jeanne Moreau im Jahr 1964 verwirklichten.
- Die Zofen (frz. Les Bonnes) ist ein französisches Theaterstück von Jean Genet aus dem Jahr 1947, das im selben Jahr in Paris uraufgeführt und 1974 unter dem Titel The Maids von Christopher Miles verfilmt wurde.

## Sonstiges
- Charles Edward Stuart floh im Jahr 1746 unter der Hilfe von Flora MacDonald als Zofe Betty Burke verkleidet in einer abenteuerlichen Ruderfahrt über das Meer zu der Insel Skye.